# Национальный университет обороны (Азербайджан)
Национальный университет обороны — высшее военное учебное заведение при Министерстве обороны Азербайджанской Республики. Национальный университет обороны является учреждением, объединяющим в единое учебное заведение Военную академию Вооруженных Сил Азербайджанской Республики, Военный научно-исследовательский институт АР, Институт военного управления АР, Азербайджанское высшее военное училище имени Гейдара Алиева, Учебно-образовательный центр Азербайджанской Армии, Военное училище имени Гейдара Алиева, Военный лицей имени Джамшида Нахичеванского и Военно-медицинский факультет Азербайджанского медицинского университета.

## История
Национальный университет обороны был создан в 2022 году по распоряжению Президента Азербайджанской Республики, Главнокомандующего Вооружёнными Силами Ильхам Алиева. Основной целью создания университета является совершенствование управления в сфере военного образования в рамках принимаемых мер по адаптации Азербайджанской Армии к стандартам Вооружённых Сил Турции. Согласно распоряжению, ранее существовавшие Военная академия Вооруженных Сил Азербайджана, Азербайджанское высшее военное училище имени Гейдара Алиева и другие учебные заведения специального назначения продолжат свою деятельность в рамках вновь созданного Национального университета обороны. Также под названием Национального университета обороны будут действовать Военный научно-исследовательский институт, Институт военного управления, Военный институт Гейдара Алиева, Учебно-образовательный центр Азербайджанской Армии, Военный лицей им. Гейдара Алиева, Военный лицей им Джамшида Нахчиванского и Военно-медицинский факультет Медицинского университета.

## Состав
- Военная академия Вооруженных Сил Азербайджана
- Азербайджанское высшее военное училище имени Гейдара Алиева
- Учебно-образовательный центр Азербайджанской Армии
- Военный лицей имени Гейдара Алиева
- Военный лицей имени Джамшида Нахичеванского
- Факультет военной медицины Азербайджанского Медицинского Университета
- Военный научно-исследовательский институт
- Институт военного управления

## Ректоры
- Гейдар Пириев[4] (2022–2024 гг.)
- Гюндуз Абдулов (12 января 2024 г. —)